# Perdutamente
Perdutamente (Humoresque) è un film del 1946 diretto da Jean Negulesco.

## Trama
Paul è un giovane di umili origini con un innato talento da violinista. Un giorno incontra la ricca Helen che, pronta a scommettere su di lui, lo aiuta a migliorarsi e a lanciarlo nel panorama musicale. I due diventano ben presto amanti, ma la loro relazione sarà tutt'altro che rosea.